# Kenth Eldebrink
Kenth Eldebrink (Suecia, 14 de mayo de 1955) es un atleta  retirado, especializado en la prueba de lanzamiento de jabalina en la que llegó a ser medallista de bronce olímpico en 1984.

## Carrera deportiva
En los JJ. OO. de Los Ángeles 1984 ganó la medalla de bronce en el lanzamiento de jabalina, con una marca de 83.72 metros, tras el finlandés Arto Härkönen (oro) y el británico David Ottey (plata).